# Ак орда
 Тази статия е за президентската резиденция.  За държавата вижте Бяла орда.  
Ак орда (на казахски: Ақ орда, буквално: „бяла орда“, в превод: „бяла резиденция“ или „бял дом“, по аналогия с Белия дом) е официална работна резиденция на президента на Казахстан.
Построена е за 3 г., официално е открита през 2004 г.
Разположена е на левия бряг на река Ишим в началото на модерния „Булевард на водата и зеленината“. Ак орда е официалното работно място на казахския държавен глава и приютява президентската администрация. Тя не е резиденцията на президента, в която той живее. Президентският дворец е увенчан с купол в синьо и златно и завършва със заострен пилон, на чийто връх има златна скулптура на слънце с 32 лъча в апогея си, а под него – летящ степен орел. (виж Националното знаме на Казахстан)
Сградата е висока 80 метра, включително и пилона. На първия етаж са разположени Голямата централна зала, Залата за пресконференции, на Гала залата и зимната градина. На втория етаж са офисите на администрацията, а третият етаж се използва за международни прояви, и включва няколко зали (Мраморната зала, Златната зала, Овалната зала, Ориенталска зала, изградена под формата на юрта и Залата за преговорите). На четвъртия етаж е разположена Залата под купола, заседателната зала на правителството на Казахстан и библиотеката. Фасадата на двореца е облицована със скъп италиански мрамор и стъкло.